# Cantone di Chef-Boutonne
Il Cantone di Chef-Boutonne era una divisione amministrativa dell'arrondissement di Niort.
A seguito della riforma approvata con decreto del 18 febbraio 2014, che ha avuto attuazione dopo le elezioni dipartimentali del 2015, è stato soppresso.

## Composizione
Comprendeva i comuni di:
- Ardilleux
- Aubigné
- La Bataille
- Bouin
- Chef-Boutonne
- Couture-d'Argenson
- Crézières
- Fontenille-Saint-Martin-d'Entraigues
- Gournay-Loizé
- Hanc
- Loubigné
- Loubillé
- Pioussay
- Tillou
- Villemain